# Kinnoull Hill
Kinnoull Hill är en kulle i Storbritannien.   Den ligger i kommunen Perth and Kinross och riksdelen Skottland, i den norra delen av landet, 600 km norr om huvudstaden London. Toppen på Kinnoull Hill är 219 meter över havet, eller 100 meter över den omgivande terrängen. Bredden vid basen är 1,8 km.
Terrängen runt Kinnoull Hill är kuperad åt sydost, men åt nordväst är den platt.Runt Kinnoull Hill är det ganska tätbefolkat, med 54 invånare per kvadratkilometer. Närmaste större samhälle är Perth, 2,0 km väster om Kinnoull Hill. I omgivningarna runt Kinnoull Hill växer i huvudsak blandskog.